# Vicente Blasco Ibáñez
Pour les articles homonymes, voir Blasco et Ibáñez.
Vicente Blasco Ibáñez, né le 29 janvier 1867 à Valence et mort le 28 janvier 1928 à Menton, est un écrivain, journaliste et homme politique espagnol.
En tant qu'écrivain, il obtint une renommée mondiale avec Los cuatro jinetes del Apocalipsis (es) (« Les quatre cavaliers de l'Apocalypse », 1916). Son style naturaliste et son influence sur le genre romanesque l'ont fait comparer à Émile Zola.
Anticlérical et républicain, il mena une vie agitée et eut maille à partir avec le pouvoir de la Restauration, dont il critiquait radicalement le système. Il est à l'origine d'un mouvement politique auquel il donna son nom, le blasquisme, qui atteignit une grande popularité dans la ville de Valence et ses environs et dont il diffusa les idées à travers le journal El Pueblo en 1894 qu'il avait fondé.

## Biographie
Né le 29 janvier 1867 à Valence, en Espagne, Vicente Blasco Ibáñez est le fils du commerçant Gaspar Blasco et de Ramona Ibáñez, une famille bourgeoise qui lui a inculqué dès son plus jeune âge l'idéal républicain. Il fait ses études secondaires à l'Instituto provincial de Enseñanzas Medias (actuel Institut Lluís Vives),. En 1882, il commence ses études en droit à l'université de Valence. La même année, il publie son premier texte dans une revue locale, mais peu de temps après il doit s'enfuir à Madrid, où il est arrêté en raison de ses activités républicaines et anticléricales.
Cinq ans après, en 1887, il fonde le journal fédéraliste La Revolución, dont il est le directeur et où il publie son premier livre, Fantasías. L'année suivante, à l'âge de 20 ans, il obtient sa licence en droit .
Arènes sanglantes, Boue et Roseaux, Dans les orangers, Les Quatre Cavaliers de l'Apocalypse, et L'Argonaute sont les plus connus de ses romans. Un nombre important de ses écrits ont été traduits en français, tout d'abord par Georges Hérelle, puis par Renée Lafont, ce qui contribue à sa notoriété littéraire en France.

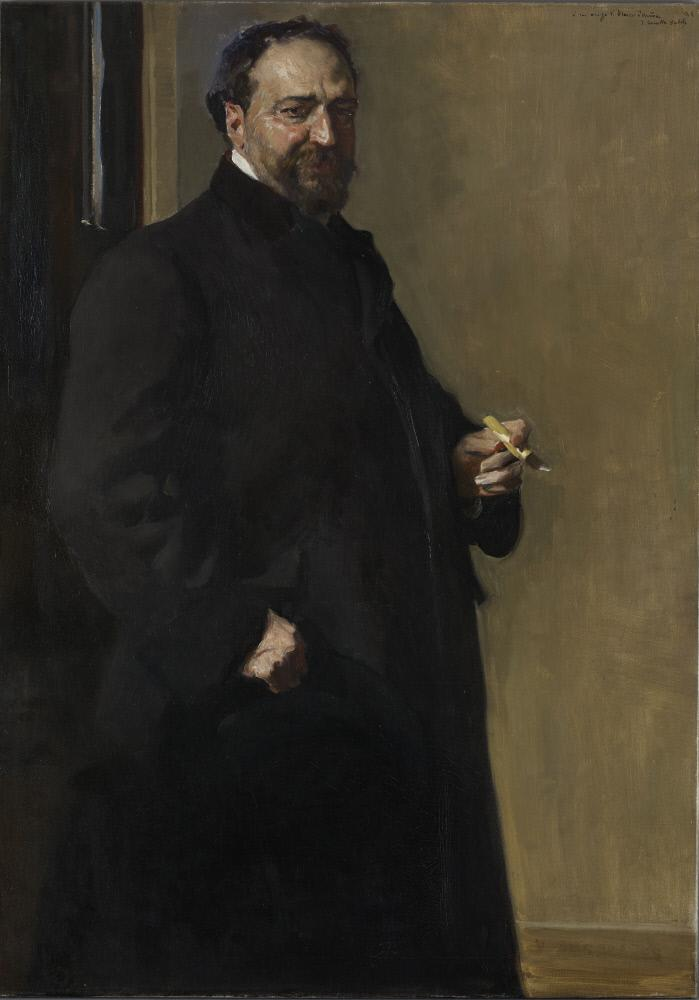
Vicente Blasco Ibáñez
Joaquín Sorolla, 1906
The Hispanic Society of America, New York

Il est le père du journaliste et homme politique Sigfrido Blasco-Ibáñez.
Il est connu dans le monde entier, notamment en Argentine, où il est invité en 1909 pour effectuer une tournée de conférences. A cette occasion, il décide de fonder, dans cette partie du monde, des colonies de peuplement pour les agriculteurs valenciens. Mais quatre ans plus tard, il se rend compte que c'est un échec, il se retrouve ruiné et endetté. Il revient alors en Europe et se consacre de nouveau à l'écriture.
Puis en octobre 1919, il est invité aux États-Unis pour y animer de multiples conférences. Il est désormais très apprécié et célèbre non seulement en Europe et en Amérique du Sud mais également aux États-Unis. Il sera très courtisé par la presse américaine et par Hollywood, à tel point qu'il sera nommé docteur honoris causa par l'université de Washington.
C'est à partir de 1925 que Vicente Blasco Ibáñez doit s'exiler en France, à Menton, pour des raisons d'adversité face à Primo de Rivera. De plus, la publication de son œuvre, Una nación secuestrada, le mène à avoir des poursuites contre sa famille, menacée par la ville de Valence.
Vicente Blasco Ibáñez meurt à Menton le 28 janvier 1928.

## Œuvres
- 1892 : La araña negra

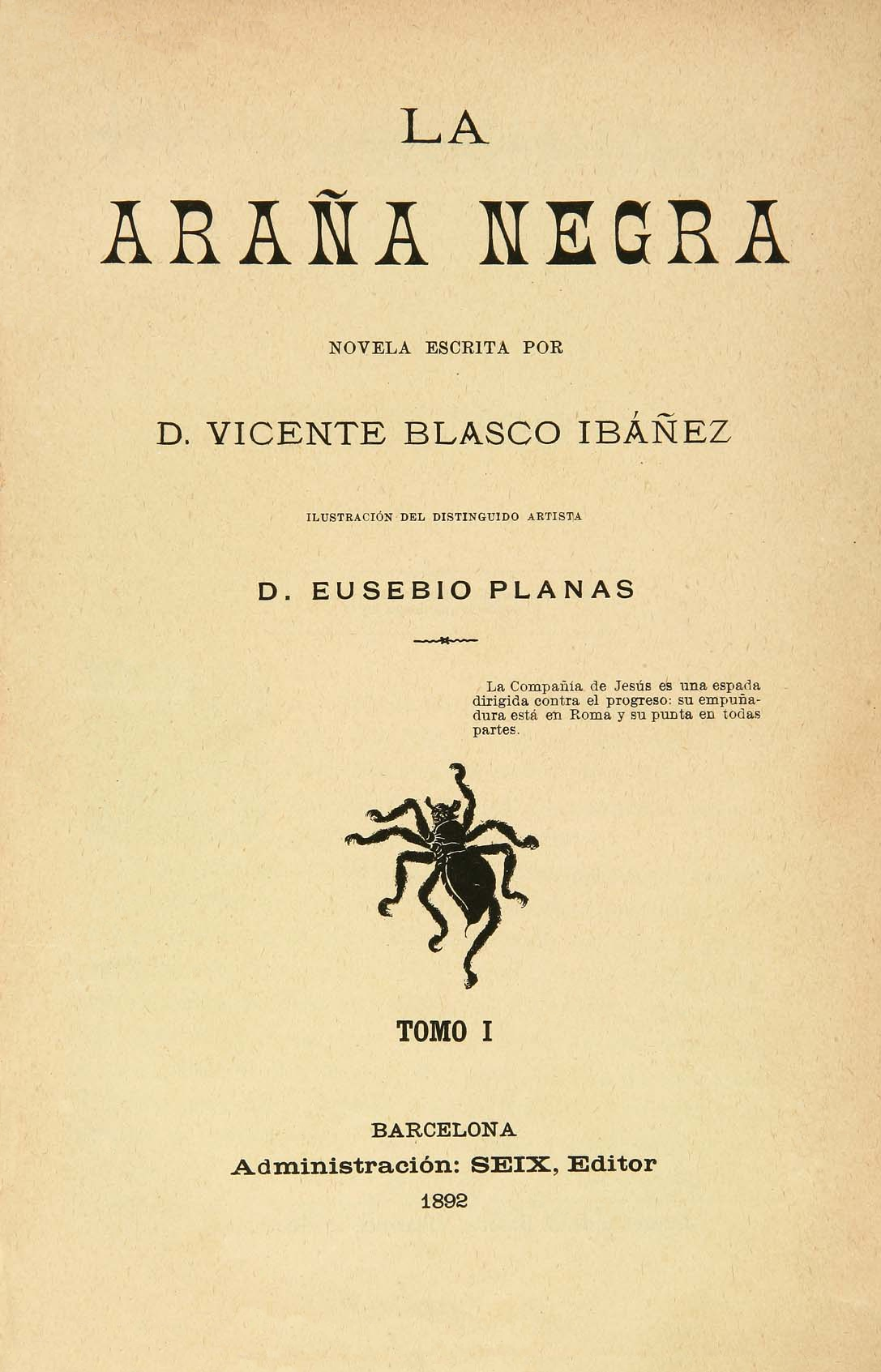
La araña negra (1892).

- 1893 : Contes valenciens (Cuentos valencianos) traduit en français  par Jean Monfort sous le titre Contes et nouvelles du pays valencien  (ebook Kindle, 2013)
- 1894 : Fleur de mai (Flor de mayo), traduit en français par Georges Hérelle
- 1898 : Terres maudites[6] (La Barraca), traduit en français par Georges Hérelle
- 1900 : Dans les orangers (Entre naranjos), traduit en français par F. Ménétrier ; nouvelle traduction en français sous le titre Sous la pluie blanche des orangers par Renée Lafont
- 1901 : Sonnica la courtisane (Sónnica la cortesana), traduit en français par Jean Carayon
- 1902 : Boue et Roseaux (Cañas y barro), roman, traduit en français par Maurice Bixio, Hachette, Paris, 1905[10] ; nouvelle traduction en français par Yann Le Chevalier, Éditions Ombres
- 1903 : Dans l’ombre de la cathédrale (La catedral), traduit en français par Georges Hérelle
- 1904 : L’Intrus (El intruso), traduit en français par Renée Lafont
- 1905 : La Cité des futailles (La bodega), traduit en français par Renée Lafont
- 1905 : La Horde (La horda), traduit en français par Georges Hérelle
- 1906 : La Femme nue de Goya (La maja desnuda)
- 1908 : Arènes sanglantes (Sangre y arena), traduit en français par Georges Hérelle
- 1909 : Les morts commandent (Los muertos mandan), traduit en français par Berthe Delannay
- 1909 : Luna Benamor
- 1914 : Les Argonautes (Los argonautas)
- 1916 : Les Quatre Cavaliers de l'Apocalypse (Los cuatro jinetes del Apocalipsis), traduit en français par Georges Hérelle
- 1918 : Mare Nostrum, traduit en français par Marcel Thiébaut
- 1919 : Les Ennemis de la femme (Los enemigos de la mujer), traduit en français par Alfred de Bengoeches
- 1921 : Le Prêt de la défunte, recueil de nouvelles — dont Les Quatre Fils d’Ève, recueil traduit en français sous ce titre par Renée Lafont
- 1922 : La Tentatrice (El paraíso de las mujeres), traduit en français par Jean Carayon
- 1923 : La Reine Calafia (La Reina Calafia), traduit en français par C. A. Pelecier
- 1925 : Le Pape de la mer (El papa del mar), traduit en français par Marcel Thiébaut
- 1925 : Voyage d’un romancier autour du monde (La vuelta al mundo de un novelista), traduit en français par Renée Lafont
- 1926 : Aux pieds de Vénus (A los pies de Venus: los Borgia), traduit en français par Marcel Carayon
- 1928 : La Merveilleuse Aventure de Christophe Colomb : à la recherche du grand Khan (En busca del Gran Khan (Cristóbal Colón)), traduit en français par Renée Lafont
- 1929 : Le Chevalier de la Vierge (El caballero de la Virgen (Alonson de Ojeda)), traduit en français par Renée Lafont

## Adaptations

### Au cinéma

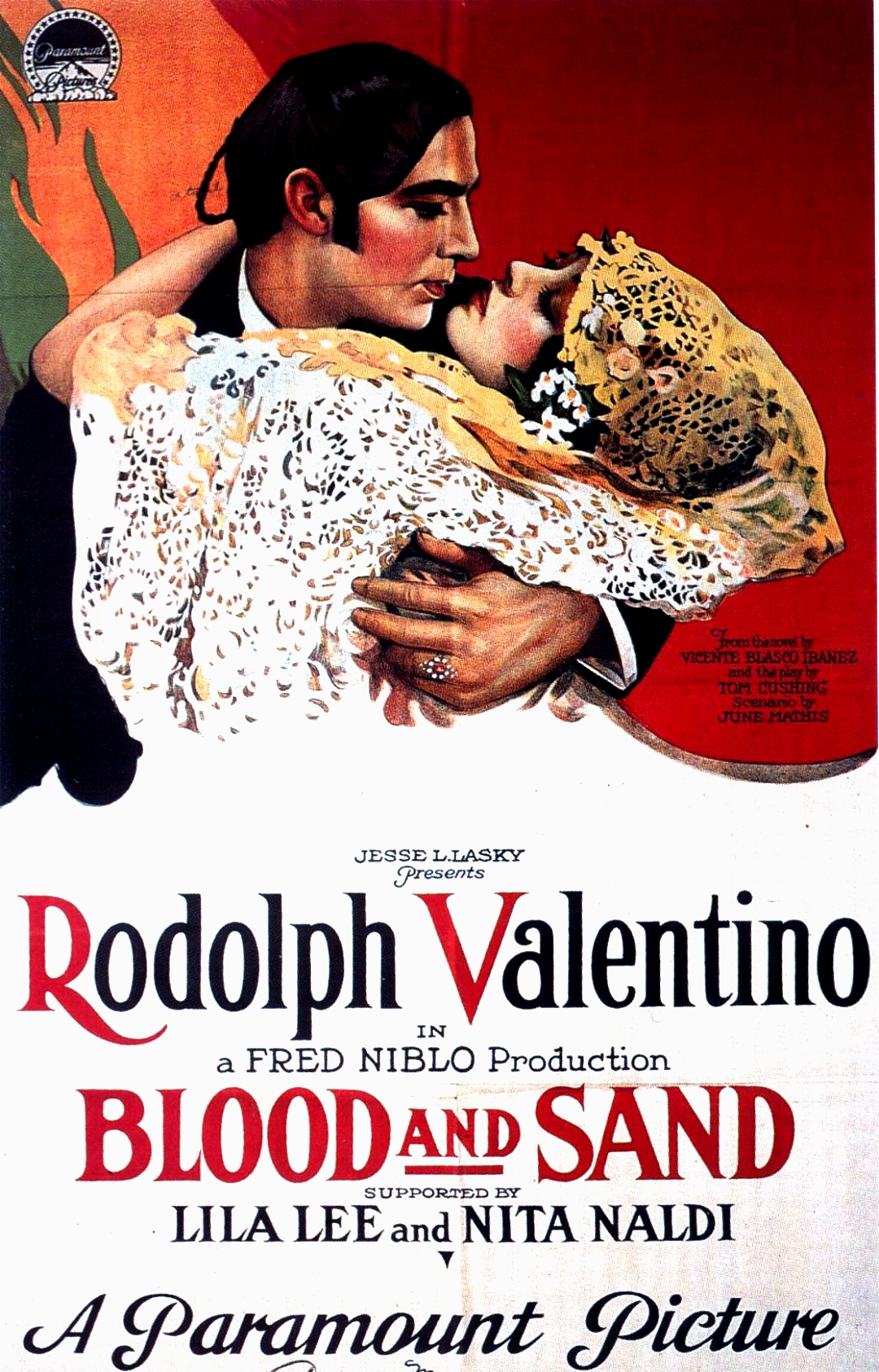
Affiche du film Arènes sanglantes de 1922.

Vicente Blasco Ibáñez s'intéressa très tôt au cinéma muet. C'est nombre de ses œuvres ont été adaptées au cinéma. Une des premières œuvres adaptée au cinéma est Sangre y Arena, en collaboration avec un cinéaste français nommé Max André. Cette collaboration donne naissance à ce que l'auteur appelle la novela cinematográfica (le roman cinématographique).
- 1916 : Debout les morts ! de Léonce Perret, André Heuzé et Henri Pouctal
- 1917 :  Sangre y arena  de Vicente Blasco Ibáñez et Max André[11]
- 1921 : Les Quatre Cavaliers de l'Apocalypse, film muet de Rex Ingram
- 1922 : Arènes sanglantes, film muet de Fred Niblo avec Rudolph Valentino
- 1924 : Circe, the Enchantress, film muet de Robert Z. Leonard avec Mae Murray
- 1924 : Le Tango tragique (Argentine Love) d'Allan Dwan avec Bebe Daniels
- 1926 : Mare Nostrum, film muet de Rex Ingram
- 1926 : La Tentatrice de Fred Niblo avec Greta Garbo
- 1926 : Le Torrent, de Monta Bell avec Greta Garbo
- 1930 : La bodega de Benito Perojo
- 1941 : Arènes sanglantes, film de Rouben Mamoulian avec Tyrone Power, Rita Hayworth, Linda Darnell
- 1945 : La barraca, film mexicain de Roberto Gavaldón
- 1948 : Du sang à l'aube (Mare nostrum), film espagnol de Rafael Gil avec Maria Felix
- 1959 : Flor de mayo, film mexicain réalisé par Roberto Gavaldón  avec Maria Felix
- 1962 : Les Quatre Cavaliers de l'Apocalypse, film de Vincente Minnelli
- 1989 : L'Indomptée (es)  (Sangre y arena) de Javier Elorrieta avec Christopher Rydell, Sharon Stone, Ana Torrent

### À la télévision

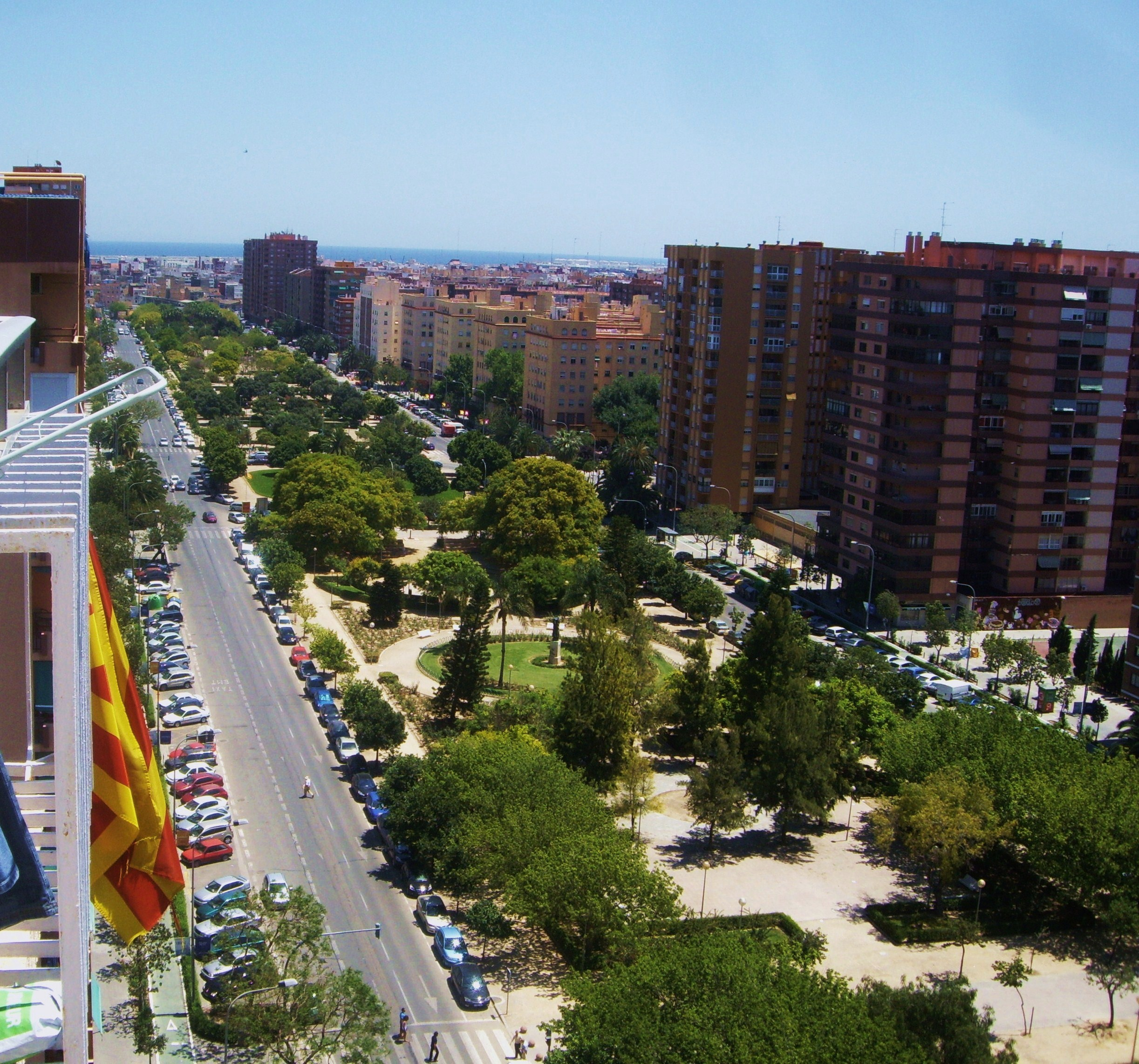
L'avenue Blasco Ibáñez à Valence.

- 1978 : Cañas y barro, mini-série en six épisodes
- 1979 : La barraca, mini-série en neuf épisodes
- 1998 : Entre naranjos, mini-série en trois épisodes de Josefina Molina